# Gran Premio d'Olanda 1958
Il Gran Premio d'Olanda 1958 fu la terza gara della stagione 1958 del Campionato mondiale di Formula 1, disputata il 26 maggio sul Circuito di Zandvoort.
La corsa vide la vittoria di Stirling Moss su Vanwall, seguito dalle BRM di Harry Schell e Jean Behra.

## Qualifiche
| Pos | N° | Pilota                  | Auto              | Squadra                  | Tempo  | Distacco |
| --- | -- | ----------------------- | ----------------- | ------------------------ | ------ | -------- |
| 1   | 3  | Stuart Lewis-Evans      | Vanwall           | Vandervell Products Ltd  | 1:37.1 | -        |
| 2   | 1  | Stirling Moss           | Vanwall           | Vandervell Products Ltd  | 1:38.0 | +0.9     |
| 3   | 2  | Tony Brooks             | Vanwall           | Vandervell Products Ltd  | 1:38.1 | +1.0     |
| 4   | 14 | Jean Behra              | BRM P25           | Owen Racing Organisation | 1:38.4 | +1.3     |
| 5   | 8  | Jack Brabham            | Cooper-Climax T45 | Cooper Car Company       | 1:38.5 | +1.4     |
| 6   | 5  | Mike Hawthorn           | Ferrari 246       | Scuderia Ferrari         | 1:39.1 | +2.0     |
| 7   | 15 | Harry Schell            | BRM P25           | Owen Racing Organisation | 1:39.2 | +2.1     |
| 8   | 9  | Maurice Trintignant     | Cooper-Climax T45 | RRC Walker Racing Team   | 1:39.2 | +2.1     |
| 9   | 7  | Roy Salvadori           | Cooper T45-Climax | Cooper Car Company       | 1:39.2 | +2.1     |
| 10  | 4  | Peter Collins           | Ferrari 246       | Scuderia Ferrari         | 1:39.3 | +2.2     |
| 11  | 17 | Cliff Allison           | Lotus 12-Climax   | Team Lotus               | 1:39.4 | +2.3     |
| 12  | 6  | Luigi Musso             | Ferrari 246       | Scuderia Ferrari         | 1:39.5 | +2.4     |
| 13  | 16 | Graham Hill             | Lotus 12-Climax   | Team Lotus               | 1:39.8 | +2.7     |
| 14  | 12 | Masten Gregory          | Maserati 250F     | Scuderia Centro Sud      | 1:42.0 | +4.9     |
| 15  | 11 | Jo Bonnier              | Maserati 250F     | J Bonnier                | 1:42.3 | +5.2     |
| 16  | 10 | Giorgio Scarlatti       | Maserati 250F     | Privato                  | 1:44.6 | +7.5     |
| 17  | 18 | Carel Godin de Beaufort | Porsche RSK       | Ecurie Maarsbergen       | 1:46.7 | +9.6     |
| 18  | 12 | Horace Gould            | Maserati 250F     | H.H. Gould               | -      | -        |

## Gara
| Pos | N° | Pilota                  | Costruttore       | Giri | Tempo/Causa Ritiro      | Pos partenza | Punti |
| --- | -- | ----------------------- | ----------------- | ---- | ----------------------- | ------------ | ----- |
| 1   | 1  | Stirling Moss           | Vanwall           | 75   | 2:04:49.2               | 2            | 9     |
| 2   | 15 | Harry Schell            | BRM P25           | 75   | +47.9 secs              | 7            | 6     |
| 3   | 14 | Jean Behra              | BRM P25           | 75   | +1:42.3                 | 4            | 4     |
| 4   | 7  | Roy Salvadori           | Cooper T45-Climax | 74   | +1 Giro                 | 9            | 3     |
| 5   | 5  | Mike Hawthorn           | Ferrari 246       | 74   | +1 Giro                 | 6            | 2     |
| 6   | 17 | Cliff Allison           | Lotus 12-Climax   | 73   | +2 Giri                 | 11           |       |
| 7   | 6  | Luigi Musso             | Ferrari 246       | 73   | +2 Giri                 | 12           |       |
| 8   | 8  | Jack Brabham            | Cooper-Climax T45 | 73   | +2 Giri                 | 5            |       |
| 9   | 9  | Maurice Trintignant     | Cooper-Climax T45 | 72   | +3 Giri                 | 8            |       |
| 10  | 11 | Jo Bonnier              | Maserati 250F     | 71   | +4 Giri                 | 15           |       |
| 11  | 18 | Carel Godin de Beaufort | Porsche RSK       | 69   | +6 Giri                 | 17           |       |
| Rit | 10 | Giorgio Scarlatti       | Maserati 250F     | 52   | Semiasse                | 16           |       |
| Rit | 3  | Stuart Lewis-Evans      | Vanwall           | 46   | Motore                  | 1            |       |
| Rit | 16 | Graham Hill             | Lotus 12-Climax   | 40   | Surriscaldamento        | 13           |       |
| Rit | 4  | Peter Collins           | Ferrari 246       | 32   | Cambio                  | 10           |       |
| Rit | 12 | Masten Gregory          | Maserati 250F     | 16   | Pompa benzina           | 14           |       |
| Rit | 2  | Tony Brooks             | Vanwall           | 13   | Semiasse                | 3            |       |
| NP  | 12 | Horace Gould            | Maserati 250F     |      | Auto guidata da Gregory | 18           |       |

## Statistiche

### Piloti
- 8ª vittoria per Stirling Moss
- 2ª e ultima pole position per Stuart Lewis-Evans
- 2º e ultimo podio per Harry Schell
- 9º e ultimo podio per Jean Behra
- 10º giro più veloce per Stirling Moss

### Costruttori
- 4° vittoria per la Vanwall

### Motori
- 4° vittoria per il motore Vanwall

### Pneumatici
- 2° vittoria per la Dunlop
- 1º giro più veloce per la Dunlop

### Giri al comando
- Stirling Moss (1-75)

## Classifiche Mondiali

### Piloti
| Pos | Pilota              | Punti |
| --- | ------------------- | ----- |
| 1   | Stirling Moss       | 17    |
| 2   | Luigi Musso         | 12    |
| 3   | Harry Schell        | 8     |
|     | Maurice Trintignant | 8     |
| 5   | Mike Hawthorn       | 7     |
| 6   | Jean Behra          | 6     |
| 7   | Juan Manuel Fangio  | 4     |
|     | Peter Collins       | 4     |
| 9   | Roy Salvadori       | 3     |
|     | Jack Brabham        | 3     |

### Costruttori
| Pos | Team          | Punti |
| --- | ------------- | ----- |
| 1   | Cooper-Climax | 19    |
| 2   | Ferrari       | 14    |
| 3   | BRM           | 8     |
|     | Vanwall       | 8     |
| 5   | Maserati      | 3     |